# Зубковский, Евгений Васильевич
Евгений Васильевич Зубковский (13 октября 1930 — 15 мая 2025) — советский борец классического стиля, чемпион и призёр чемпионатов СССР, заслуженный мастер спорта СССР (1965).

## Биография
Увлёкся борьбой в 1946 году. В 1956 году выполнил норматив мастера спорта СССР.
Участвовал в семи чемпионатах СССР. Выступал в полулёгкой весовой категории (до 62 кг). Победитель международных турниров.
Судья всесоюзной категории (1971).
Скончался 15 мая 2025 года.

## Спортивные результаты
- Чемпионат СССР по классической борьбе 1957 года — ;
- Чемпионат СССР по классической борьбе 1958 года — ;